# Kurt Scheller
Kurt Scheller (ur. 2 kwietnia 1952 w Lucernie) – szwajcarski szef kuchni, krytyk kulinarny, założyciel Akademii kulinarnej.

## Życiorys
Ukończył szkołę gastronomiczną w Lucernie i tam znalazł pierwszą pracę w hotelu Luzernhof. W 1971 przeniósł się do Londynu i rozpoczął praktykę kulinarną w restauracji normandzkiej. Również tu pierwszy raz został szefem kuchni w lunchowej restauracji typu coffee-shop. W 1972 opuścił Wielką Brytanię i udał się do Hiszpanii, gdzie poznawał kuchnię śródziemnomorską. Następnie podróżował przez rok po Europie, by przyjąć posadę w hotelu Hilton w Amsterdamie. Zdobyte referencje wykorzystał do dalszego rozwoju – w 1975, w wieku zaledwie 23 lat, został executive chef w jednym z hoteli na Jamajce, gdzie otrzymał złoty medal podczas wystawy kulinarnej w Montego Bay. W 1979 przeniósł się do Ekwadoru, gdzie był szefem kuchni prezydenckiej. Od 1980 gotował dla szejków w Kuwejcie (zdobył tu kolejny złoty medal). Przez kolejne trzy lata odpoczywał w rodzinnej Szwajcarii, gdzie nie odnosił większych sukcesów, aż do kulinarnego Pucharu Świata w Luksemburgu – przewodził tam drużynie egipskiej. Został uznany Szefem Roku 1989 przez organizację kucharzy Toques Blanches (Białe Czapki). Dwukrotnie był wybierany na szefa tej organizacji. W 1989 otrzymał również zaproszenie do szefowania kuchnią hotelu Moskwa w stolicy Rosji, które przyjął. W 1991 przyjechał do Polski i objął funkcję szefa kuchni hotelu Bristol w Warszawie. W 1995 udał się do Bahrajnu, by po krótkim czasie znów związać się z Warszawą (tym razem szefostwo kuchni hotelu Sheraton).
Od 2002 prowadzi Akademię sztuki kulinarnej sygnowaną własnym nazwiskiem. Prowadził program w telewizji Polsat Alfabet kulinarny Kurta Schellera. Scheller jest zdobywcą wielu nagród, jest jurorem w wielu kulinarnych konkursach oraz członkiem i założycielem organizacji kulinarnych, inicjator założenia Polskiego Stowarzyszenia Szefów Kuchni i Cukierni. W 2012 był gościem specjalnym w programie MasterChef. W 2013 roku został dyrektorem artystycznym programu kulinarnego Top Chef wyprodukowanego przez stację Polsat.
Był gościem specjalnym w finale drugiej edycji programu MasterChef w TVN.

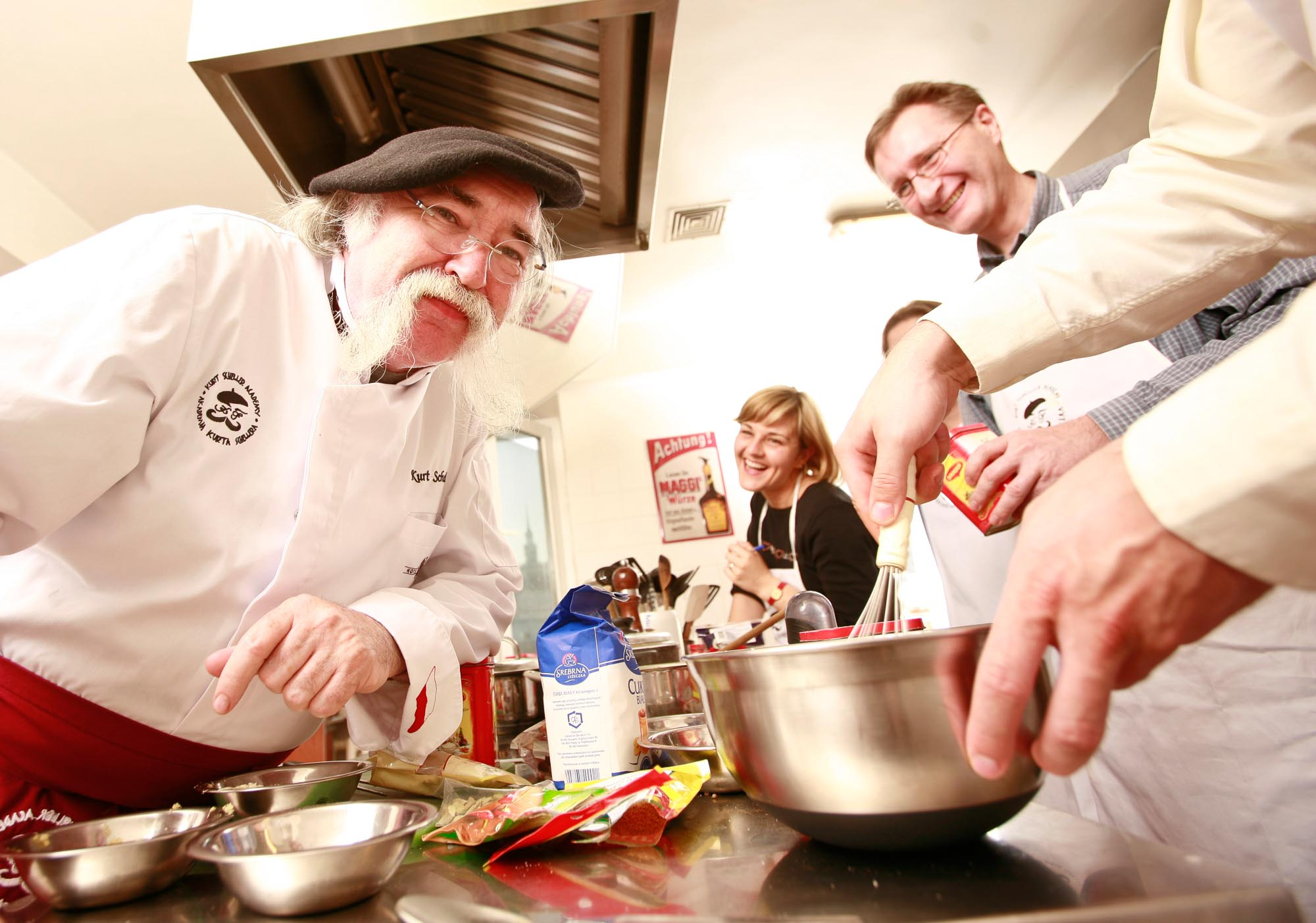
Kurt Scheller w kuchni

Pojawiał się w polskiej edycji Hell’s Kitchen jako ekspert udzielający porad kucharzom biorącym udział w programie.

## Publikacje
1. Szefa kuchni wędrówki po świecie
2. Kuchnia polska jakiej nie znacie
3. W parze - album kulinarny